# Arenaria gionae
Arenaria gionae là loài thực vật có hoa thuộc họ Cẩm chướng. Loài này được Gustavsson mô tả khoa học đầu tiên năm 1976.